# Morengy
Le morengy (ou moraingy) est un sport de combat originaire de Madagascar, pratiqué dans les îles de l'Océan Indien. C'est une forme de combat debout à main nue, incluant les coups de pied, de genou et parfois les coups de tête ; les techniques de corps à corps sont exclues. De nos jours, on en trouve encore une pratique authentique à Madagascar, 

## Variante réunionnaise: le moringue
La version réunionnaise moderne, connue localement sous l'appellation « moringue », a peu de choses en commun avec le moraingy originel. Cette version a été créée en 1996 à l'île de La Réunion et utilise pour sa part :
- la codification de la lutte africaine (très largement inspirée d'un ouvrage de Frédéric Rubio édité en 1990 par la CONFEJES, l'organisme responsable des Jeux de la Francophonie)
- et une gamme technique analogue à la capoeira brésilienne (avec musique et danse, mais sans frappes réelles).

Selon certains historiens et certains politiciens, le moringue trouverait son origine au XVIIIe siècle dans les grandes exploitations de canne à sucre – mais cette hypothèse est largement contestée dans les milieux universitaires réunionnais. Le code noir ne permettant pas aux esclaves de se battre, ceux-ci, originaires d'Afrique et de Madagascar, mirent au point le moringue, style de combat combinant musiques (notamment les percussions) et techniques martiales afin de ne point faire naître chez les maîtres la suspicion d'une capacité de révolte, en ne donnant à voir qu'une danse tribale.
Selon les connaissances actuelles, il est beaucoup plus probable que le moraingy malgache vienne du tomoi malais. Il aurait selon toute vraisemblance été introduit à Madagascar tout au long du peuplement de la grande île par les migrations austronésiennes (Malaisie, Indonésie, ..). Fin 2017, le premier film d'animation sur le moringue est réalisé par l'auteur Mickaël Joron : Le moring, l'art-martial réunionnais.  Le court-métrage animé est diffusé sur Youtube, il explique l'origine des techniques de ce sport de combat.

### Étymologie
Le mot dérive du malgache moraingy, une lutte-boxe. Le moringue est donc pratiqué au rythme de percussions jouées pendant les matches ou les entraînements.

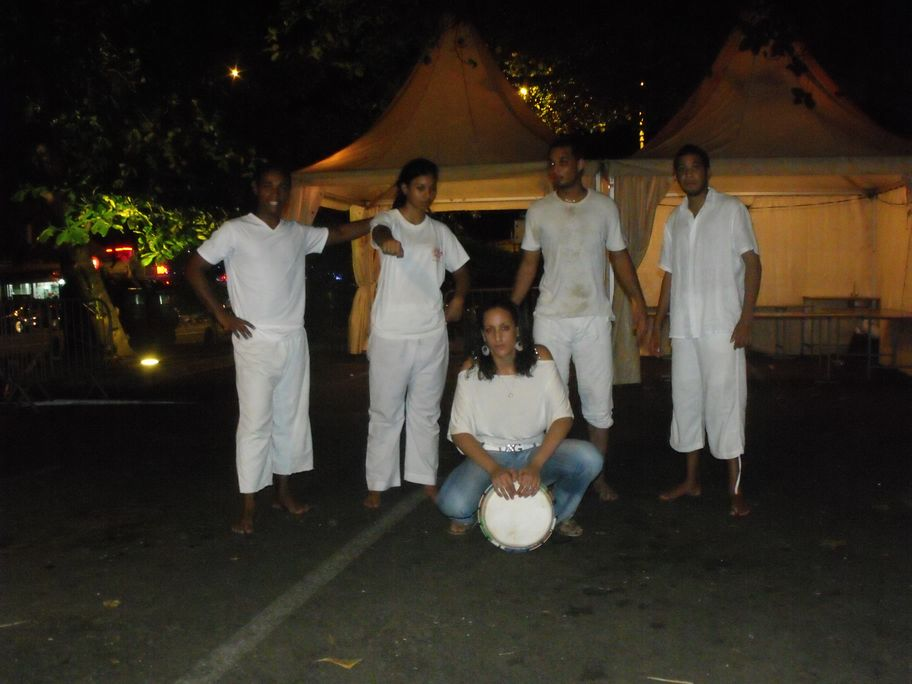
Le rouler est l'instrument primordial à la pratique. C'est autour de celui-ci que va se dérouler la danse/combat. C'est en fonction du rythme du rouler que le combat sera lent ou rapide.

### Pratique

#### Tenue vestimentaire
La tenue vestimentaire des pratiquants de morengy se compose d'ordinaire d'une chemise blanche et d'un pantalon de même ton. La signification reste inconnue. Toutefois, il n'est pas rare de voir des adversaires s'affronter torse nu et le bas du pantalon remonté jusqu'au mollet. Par ailleurs lors de toute la pratique, les adeptes ne sont pas chaussés.

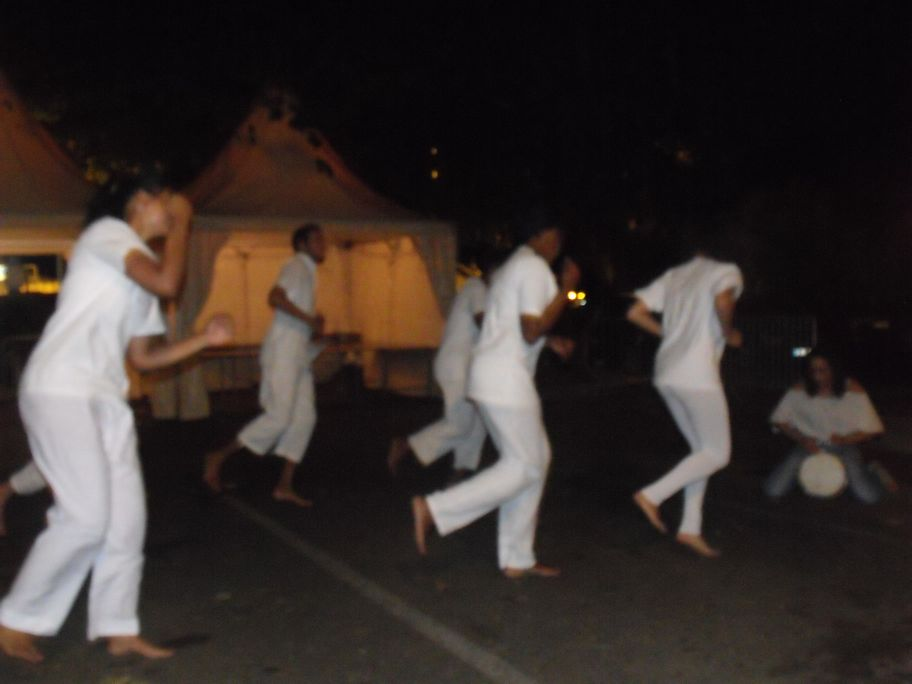
Les adeptes se laissent emporter par le son du rouler.

#### Hétérogénéité des pratiquants
Si, à l'origine, la pratique semble ne concerner que les hommes, il n'est pas rare de nos jours, notamment à La Réunion, d'y trouver aussi des femmes, tout aussi bien en tant que membre musicien que combattant.

#### Lieu
Le moringue se déroule sur un rond de moringue. 

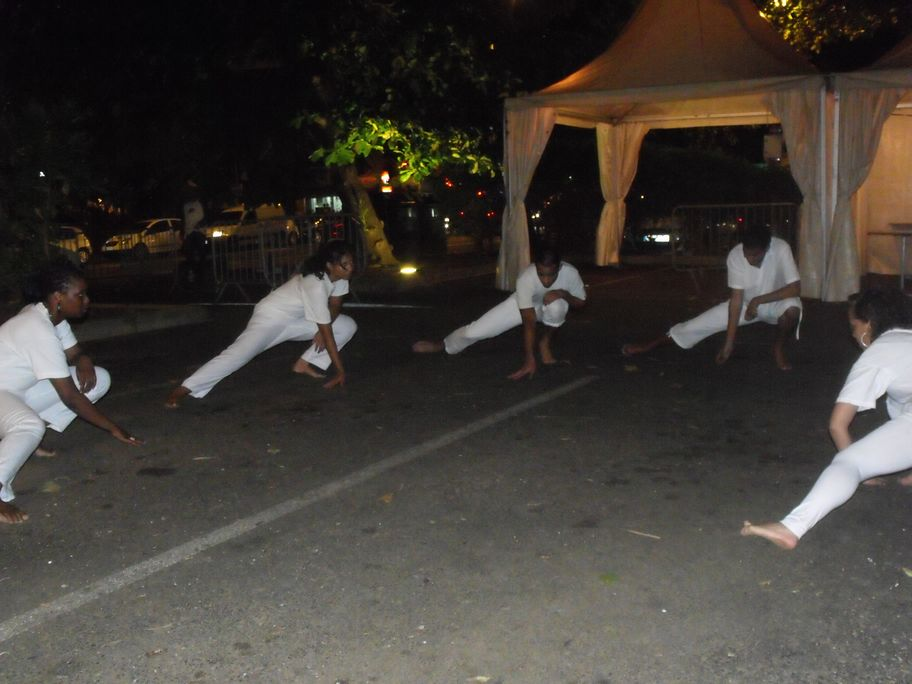
Tout combat commence par une cérémonie en cercle où chaque adepte caresse la terre.
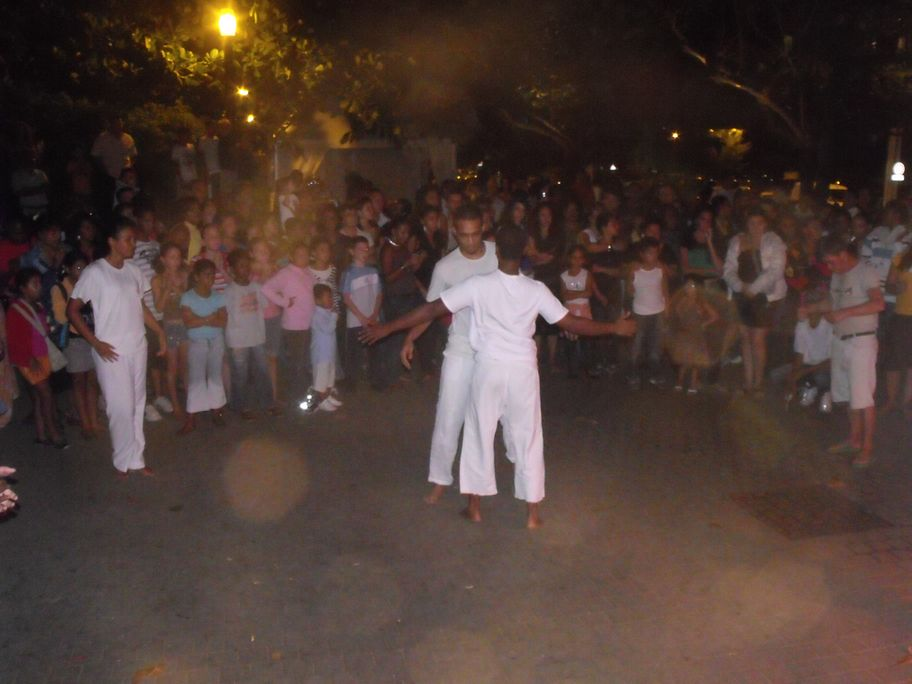
La cérémonie accomplie, deux des adeptes se testent et se provoquent.
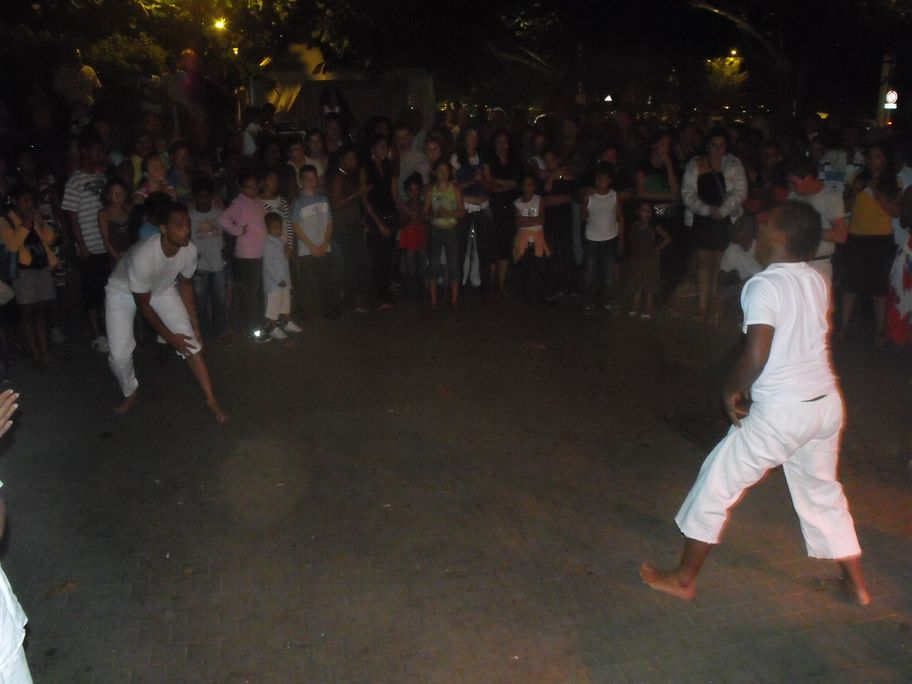
La provocation faite, ils reprennent leur distance.
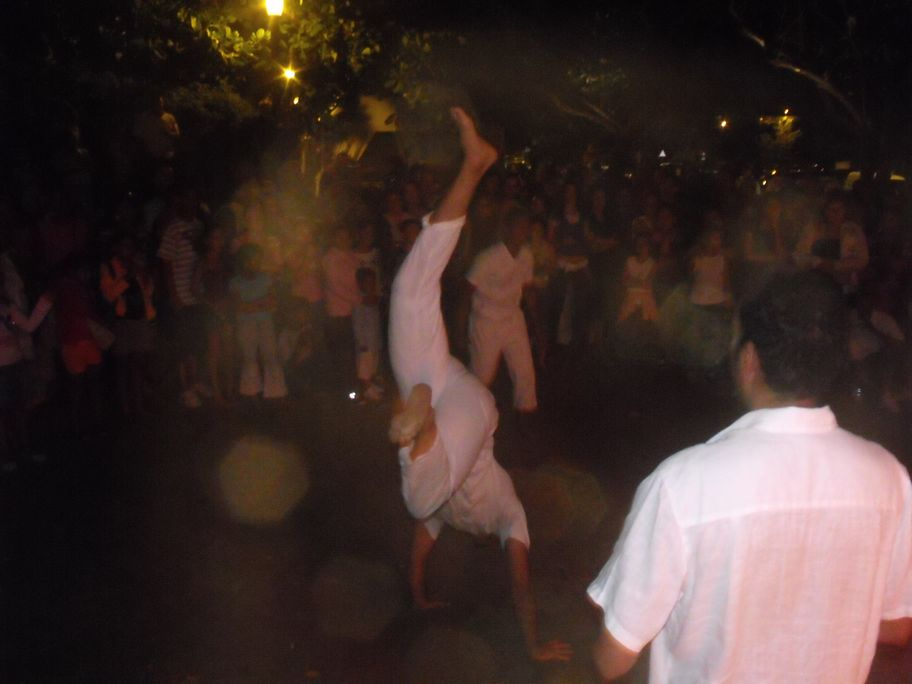
Au travers d'acrobaties, ils cherchent à impressionner leur adversaire.
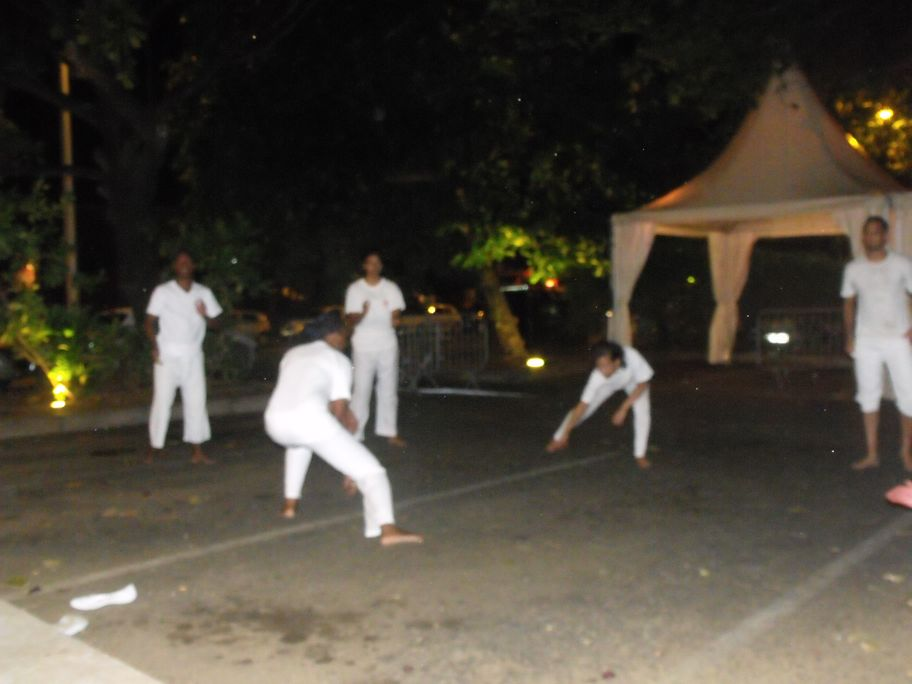
Provocation, distance et garde se répètent avant toute confrontation. On cherche tout d'abord à dissuader l'autre afin d'éviter tout combat.
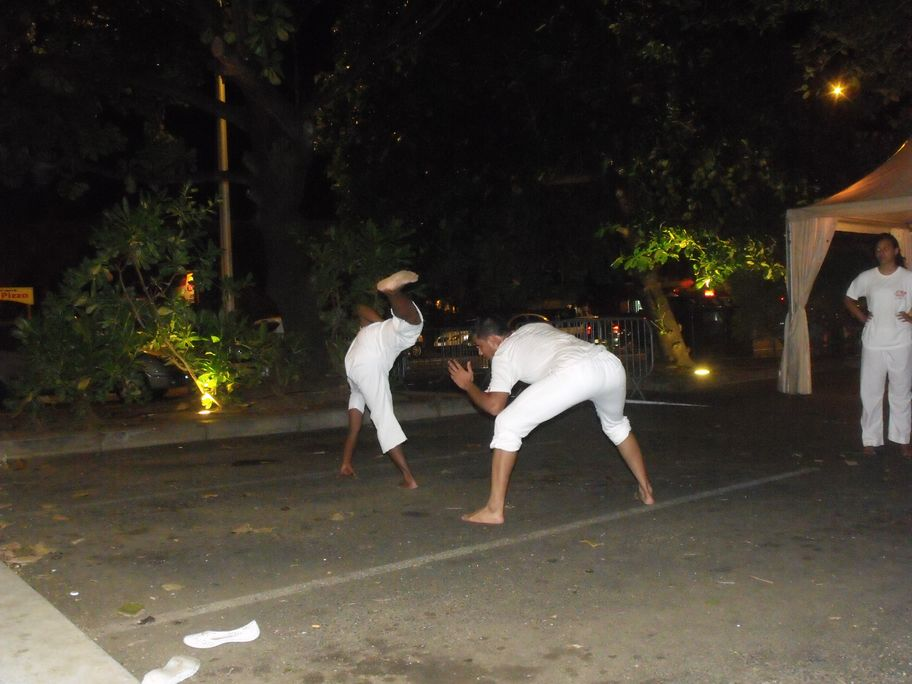
Le combat étant inévitable, le moringue utilise beaucoup les techniques de jambes. Ici un coup de pied circulaire esquivé par l'adversaire. On notera la recherche d'équilibre par un appui des mains au sol.

Il est essentiellement pratiqué :
- à Madagascar ;
- à La Réunion ;
- à Mayotte.

À La Réunion, sa redécouverte et son développement actuel a notamment été porté par Jean-René Dreinaza, trois fois champion de France et trois fois champion d'Europe de boxe française. 
Cependant, la sauvegarde des gestes et des musiques a été transmise aux associations de moringue par des anciens de la culture créole, notamment Narsama Maxime et Simapirave Bachelier.

### Dans la culture populaire
- 2017 : Le moringue, l'art-martial réunionnais expliqué aux enfants (court-métrage d'animation)

### Sports semblables
En Guadeloupe, le sové vayan, le mayolè et le bénodin. À la Martinique, le danmyé et le ladja.
Le tomoi : boxe pied-poing traditionnelle, originaire de Malaisie.